# Hôtel du Cap-Eden-Roc

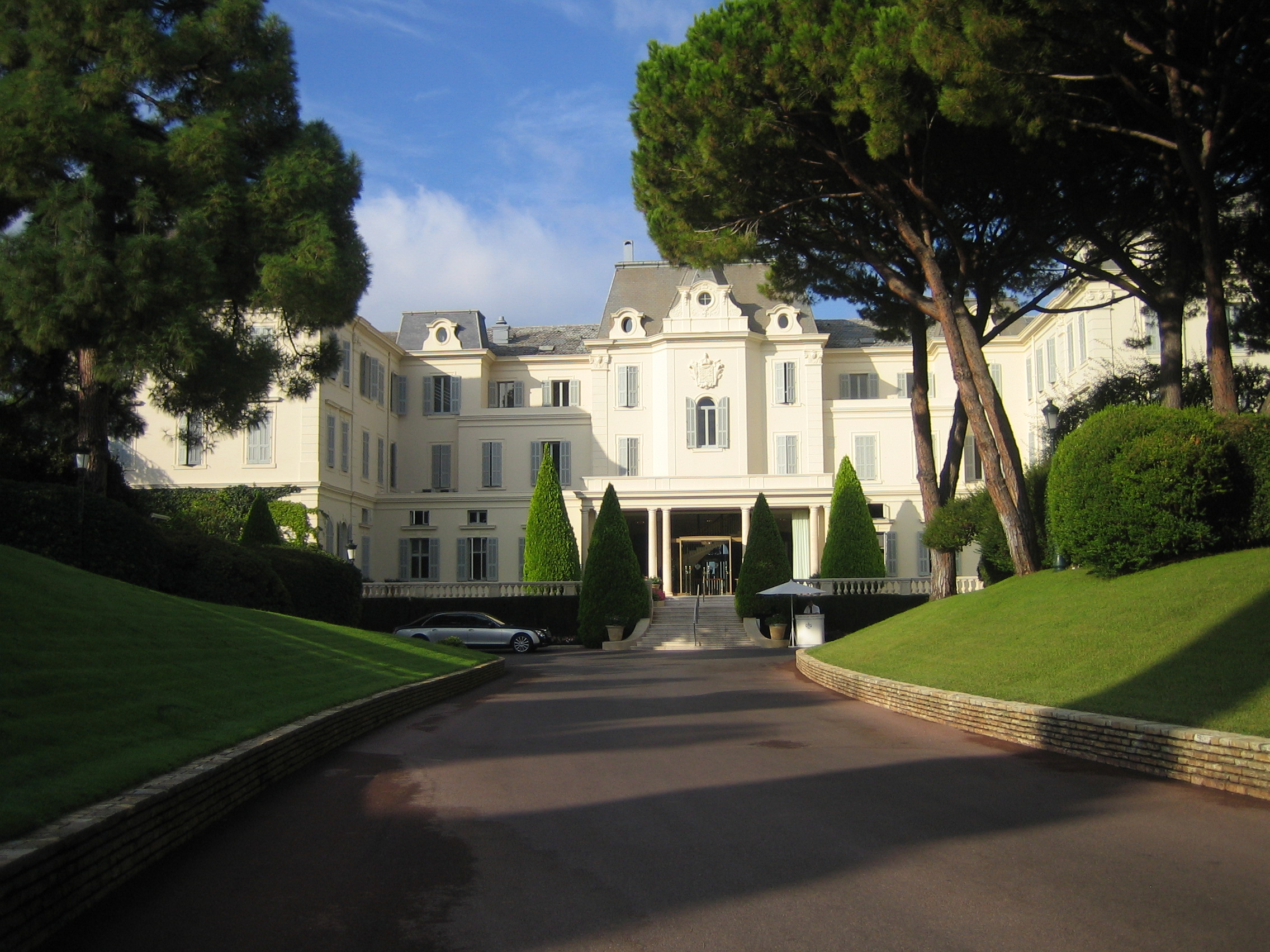
Voorzijde van het hotel

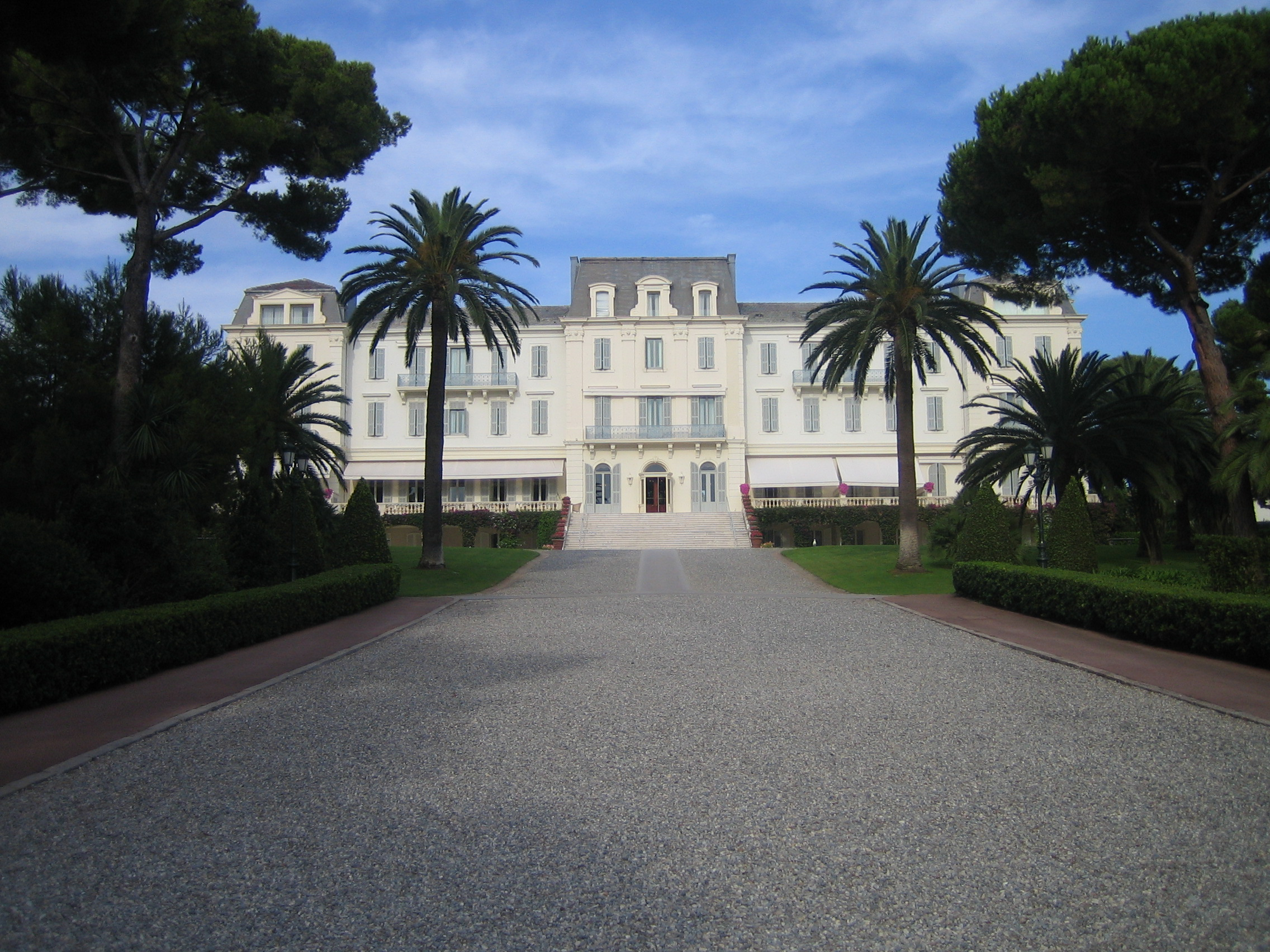
Achterzijde

Hôtel du Cap-Eden-Roc is een prestigieus luxe hotel in het Franse Cap d'Antibes (gemeente Antibes) aan de Côte d'Azur.
Het gebouw werd in de periode 1869-1870 gebouwd in opdracht van de Franse mediamagnaat Hippolyte de Villemessant. Het is opgetrokken in Second Empire-architectuur, een stroming van de beaux-arts. Het hotel was oorspronkelijk speciaal bedoeld voor schrijvers om hier inspiratie op te doen. In 1914 werd een paviljoen aan het water bijgebouwd.
In de jaren twintig huurde het Amerikaanse koppel Gerald en Sara Murphy het hotel voor een hele zomer. Zij zouden daarmee een trend zetten omdat het tot die tijd gebruikelijk was om alleen in de winter naar de Côte d'Azur te gaan. Samen met hen kwamen een aantal schrijvers van de Lost Generation mee. Waaronder F. Scott Fitzgerald. Het hotel zou model hebben gestaan voor het resort in zijn boek Tender Is the Night.
Rond 1969 werd het hotel overgenomen door de Duitse industrieel Rudolf-August Oetker. Tegenwoordig bestaat uit het hotel uit twee gebouwen met hotelkamers, een paviljoen aan de kust en twee villa's.